# Bidessus exornatus
Bidessus exornatus là một loài bọ cánh cứng trong họ Bọ nước. Loài này được Reiche & Saulcy miêu tả khoa học năm 1855.